# ميخائيل سولوفيوف
ميخائيل سولوفيوف (بالروسية: Соловьёв, Михаил Александрович)‏ هو لاعب كرة قدم روسي في مركزي الهجوم والوسط، ولد في 7 أبريل 1997 في موسكو في روسيا. لعب مع نادي بانانتس ونادي سيسكا موسكو.

## وصلات خارجية
- ميخائيل سولوفيوف على موقع قاعدة بيانات كرة القدم.إي يو (الإنجليزية)
- ميخائيل سولوفيوف على موقع Soccerway.com (الإنجليزية)